# 巴格達－巴士拉高速鐵路

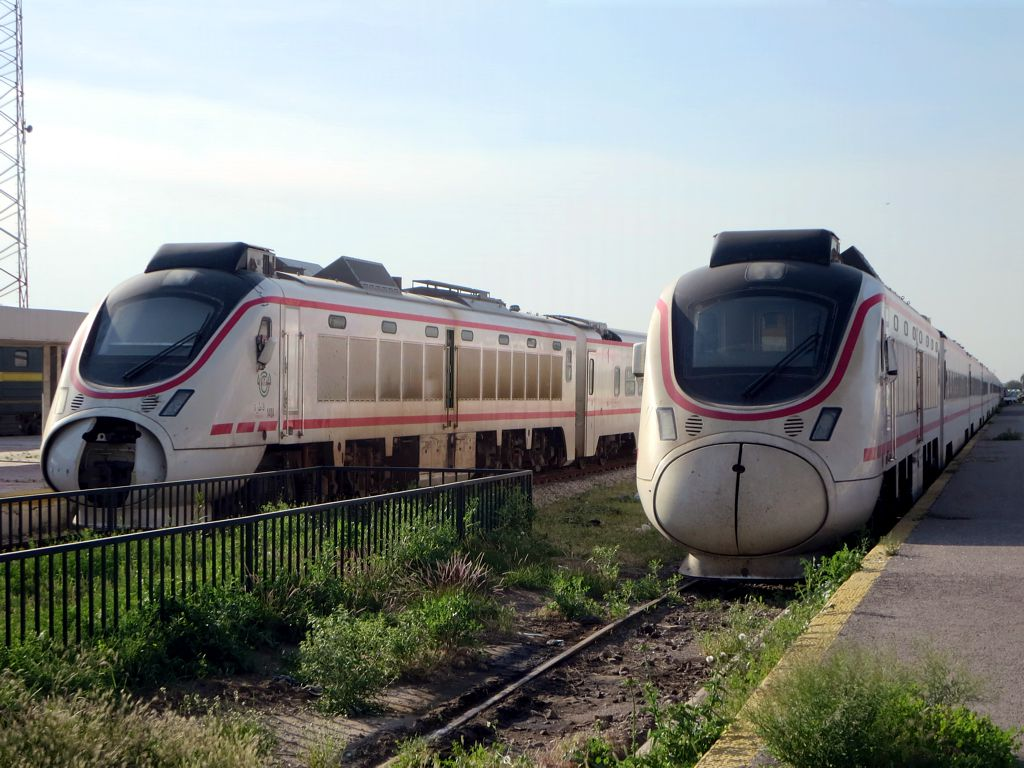
位於巴士拉的柴聯車。

巴格達－巴士拉高速鐵路是一條位於伊拉克，2014年起開始營運，通行巴格達與巴士拉兩座城市間的鐵路運輸路線。該路線全長650（400英里），並行經卡爾巴拉、穆薩伊布、納傑夫和薩馬瓦等四座城市，起初這條鐵路線原規劃為運行時速達250 km/h（155 mph）的高速鐵路，然而完工運行時的實際運行時速比起原規劃來的更低。巴格達－巴士拉鐵路路線每日雙向對開一班列車，單向運行時間約10到12小時，且均於夜晚行駛，這條路線目前使用的新列車均為中國生產。
時任法國交通部部長蒂埃里·馬里亞尼 (Thierry Mariani) 於2011年6月24日在巴黎航展上，首次公開了巴格達－巴士拉高速鐵路的計畫。並於發表儀式上表示，法國阿爾斯通公司和伊拉克政府已達成巴格達－巴士拉高速鐵路興建計畫的合作備忘錄 。阿爾斯通公司將與伊拉克政府進行為期一年的獨家協商發表儀式中，蒂埃里·馬里亞尼還表示，他計畫將於該年底前往伊拉克與當地政府深入討論高速鐵路的興建計劃。根據阿爾斯通公司發言人表示，該公司將與伊拉克政府商討尋求一份涵蓋鐵路路線規劃、施工，以及後續營運的合約。